# Chất lượng tinh dịch
Chất lượng tinh dịch đo khả năng của tinh trùng trong tinh dịch để đạt được việc thụ tinh.  Vì vậy, nó là thước đo khả năng sinh sản của nam giới.  Tinh trùng trong tinh dịch có tầm quan trọng.  Chất lượng tinh dịch liên quan đến cả số lượng và chất lượng tinh trùng.  Chất lượng tinh dịch giảm là yếu tố chính gây vô sinh nam.
Cryptorchidism, hypospadias, ung thư tinh hoàn và chất lượng tinh dịch kém, tạo nên hội chứng được gọi là hội chứng loạn sản tinh hoàn.

## Các yếu tố
Có nhiều yếu tố ảnh hưởng đến chất lượng tinh trùng.  Tiếp xúc với một trong các yếu tố tạm thời có thể gây ra lên đến một sự chậm trễ ba tháng trước khi chất lượng tinh trùng trở lại bình thường, do spermiogenesis.

### Suy giảm chung
Một đánh giá năm 2017 và phân tích tổng hợp cho thấy số lượng tinh trùng ở nam giới phương Tây (ví dụ như nam giới ở Úc, Châu Âu, New Zealand và Bắc Mỹ) đã giảm 50% 60% từ năm 1973 đến 2011, với mức giảm trung bình 1,4% mỗi năm.  Phân tích tổng hợp không tìm thấy dấu hiệu suy giảm đang chững lại.  Số lượng suy giảm ở nam giới ở Bắc Mỹ và nam giới ở Úc / Châu Âu là tương tự nhau.  Sự suy giảm số lượng tinh trùng ở nam giới ở Nam Mỹ, Châu Á và Châu Phi ít hơn nam giới ở các nước phương Tây, mặc dù số lượng suy giảm ở các khu vực này là không chắc chắn.  Lý do cho sự suy giảm không được biết chắc chắn, nhưng nó có thể liên quan đến phơi nhiễm hóa chất hoặc sự hút thuốc của người mẹ trong quá trình phát triển trước khi sinh hoặc tiếp xúc với thuốc trừ sâu hoặc thay đổi lối sống trong tuổi trưởng thành.

### Tuổi tác
Mặc dù có thể cho đàn ông làm cha nuôi con khi về già, chất lượng di truyền của tinh trùng, cũng như khối lượng và khả năng vận động của nó, tất cả thường giảm theo tuổi tác.  Nói cách khác, tinh trùng già ít có khả năng mang thai thành công và hơn nữa, sự phân mảnh tích lũy của DNA tinh trùng theo thời gian  làm tăng khả năng một phần nhỏ nam giới sẽ mắc chứng achondroplasia và truyền nhiều khiếm khuyết di truyền và nhiễm sắc thể.  Ví dụ, tỷ lệ tinh trùng có DNA bị tổn thương cao, đuôi hình sao chổi, số lần DNA bị hỏng và các biện pháp đo khác đã thấy sự hỏng hóc cao hơn đáng kể ở nam giới ở độ tuổi 36-57 so với những người ở độ tuổi 20-35.  Tuổi cha càng tăng đã được liên quan đến một số ảnh hưởng sức khỏe có thể.  Một kết nối được nghiên cứu đặc biệt là mối liên hệ giữa tuổi tiến bộ và tự kỷ.  Ví dụ, một nghiên cứu trên 943.664 trẻ em dưới 10 tuổi, thấy, với các biến gây nhiễu được kiểm soát, nguy cơ mắc bệnh tự kỷ tăng lên khi tăng tuổi người cha.  Ở những người đàn ông có mức độ sản xuất tinh trùng bình thường (Normozoospermia), tỷ lệ phân mảnh DNA của tinh trùng có mối tương quan thuận với tuổi tác và tương quan nghịch với khả năng vận động của tinh trùng tiến triển.  Không có tác động liên quan đến tuổi tác đối với tinh trùng được ghi nhận trong các nhóm kiểm soát riêng biệt được tuyển dụng ở các vị trí địa lý khác nhau, cho thấy thói quen ăn uống, lối sống hoặc sắc tộc có thể đóng góp một phần vào chất lượng tinh trùng.
Mặc dù tuổi cao có thể là một yếu tố có thể ảnh hưởng đến khả năng vận động và sức khỏe của tinh trùng, tinh trùng của nam giới dưới 20 tuổi cũng có liên quan đến sự gia tăng dị tật bẩm sinh như dị tật ống thần kinh, hyposepadias, thận nang và hội chứng Down.

### Nhiệt
Tinh trùng rất nhạy cảm với nhiệt độ và không thể chịu đựng được nhiệt độ cao.  Tăng 2-3 °C có liên quan đến sự phân mảnh DNA tăng lên.  Cơ thể có các cơ chế bù trừ, như cơ cremaster thư giãn và để cho tinh hoàn lùi ra xa cơ thể khi nóng, đổ mồ hôi và trao đổi ngược dòng chảy máu làm mát dòng chảy máu.  Tuy nhiên, mặc dù có những cơ chế bù trừ này, có những hoạt động không nên được thực hiện quá thường xuyên, để ngăn ngừa vô sinh do nhiệt;
- tắm hơi [1]
- tắm trong một thời gian dài trong nước nóng [1]
- Các buổi tắm nắng lâu ngày [1]
- Đặt máy tính xách tay trên háng để sử dụng lâu dài [1]

Sốt làm tăng nhiệt độ cơ thể, có thể tấn công chất lượng tinh trùng.  Theo cách tương tự, chất lượng tinh trùng có thể thấp hơn vào mùa hè.
Trái với niềm tin được phổ biến rộng rãi, không có bằng chứng nào chứng minh rằng việc mặc đồ lót bó sát, hay "quần đùi", làm giảm khả năng sinh sản.  Ngay cả khi nhiệt độ tăng 0,8-1° do mặc đồ lót chật hẹp, không có thay đổi về thông số tinh trùng, không làm giảm sinh tinh và không thay đổi chức năng tinh trùng 